# Helius glabristylatus
Helius glabristylatus är en tvåvingeart som beskrevs av Alexander 1931. Helius glabristylatus ingår i släktet Helius och familjen småharkrankar. Inga underarter finns listade i Catalogue of Life.